# Chondrodesmus auxus
Chondrodesmus auxus är en mångfotingart som beskrevs av Chamberlin 1957. Chondrodesmus auxus ingår i släktet Chondrodesmus och familjen Chelodesmidae. Inga underarter finns listade i Catalogue of Life.